# Cochranella phryxa
Cochranella phryxa är en groddjursart som beskrevs av Cidar Rodrigo Aguayo-Vedia och Harvey 2006. Cochranella phryxa ingår i släktet Cochranella och familjen glasgrodor. IUCN kategoriserar arten globalt som otillräckligt studerad. Inga underarter finns listade i Catalogue of Life.